# Troglodytes
Troglodytes is een geslacht van zangvogels uit de familie winterkoningen (Troglodytidae).

## Soorten
Het geslacht kent de onderstaande soorten:
- Troglodytes aedon – Noordelijke huiswinterkoning
- Troglodytes beani – Cozumelwinterkoning
- Troglodytes cobbi – Cobbs winterkoning
- Troglodytes grenadensis – Grenadawinterkoning
- Troglodytes hiemalis – Oost-Amerikaanse winterkoning
- Troglodytes martinicensis – Kalinagowinterkoning
- Troglodytes mesoleucus – Sint-Luciawinterkoning
- Troglodytes monticola – Santa-Martawinterkoning
- Troglodytes musculus – Zuidelijke huiswinterkoning
- Troglodytes musicus – Sint-Vincentwinterkoning
- Troglodytes ochraceus – Panamese bergwinterkoning
- Troglodytes pacificus – Pacifische winterkoning
- Troglodytes rufociliatus – Roodbrauwwinterkoning
- Troglodytes rufulus – Tepuiwinterkoning
- Troglodytes sissonii – Socorrowinterkoning
- Troglodytes solstitialis – Bergwinterkoning
- Troglodytes tanneri – Clarionwinterkoning
- Troglodytes troglodytes – Winterkoning